# Клуж-Напока
Клуж-Напо́ка, до 1974 року  — Клуж (також до сьогодення у міському повсякденному спілкуванні) (рум. Cluj-Napoca, угор. Kolozsvár, пол. Kluż, чеськ. Kluž, лат. Napoca, Castrum Clus, Claudiopolis, нім. Klausenburg, ромськ. Cluš) — місто в Румунії, адміністративний центр жудецу Клуж. Розташоване на річці Сомешул-Мік (Малий Сомеш). Одна з семи німецьких фортець Семиграддя.
Населення 324,6 тис. мешканців (2011). Друге за чисельністю населення місто країни.

## Назва
У римську епоху тут був військовий табір Напока, якому згодом було надано статус міста і потім колонії. При переселенні народів місто не вціліло.
Походження назви Клуж має дві версії: німецька  — Klause, «гірський перевал», або clusa — «загата»; латинська  — Clus, «закритий», яка пояснюється пагорками навкруги міста. Назва Клуж (Castrum Clus) постала в 12 сторіччі для означення фортеці.
Угорці називають місто Коложвар (Kolozsvár). У 1974 році назву міста «Клуж» було змінено румунським комуністичним режимом на «Клуж-Напока».

## Історія

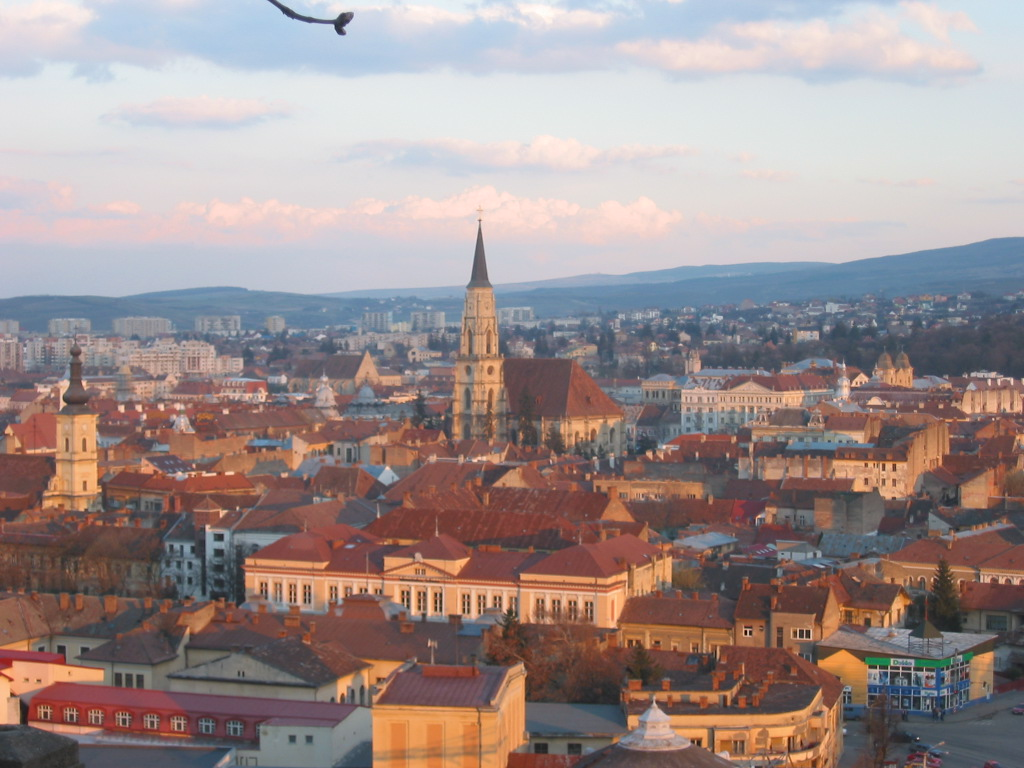
Панорама центру міста

Заснований на місці дакійської, потім римської фортеці. Вперше згадується в 1213 році (перший офіційний документ як Клуж); місто з 1316. Залишки фортечних мурів з коморами, баштами та бастіонами (13-17 ст.); готична церква св. Михайла (14-15 ст.), псевдоготична північна башта (19 ст.), будинок Корвинів (15-16 ст.) і монастир францисканців (15-18 ст.); барокова церква єзуїтів (1718—24) і палац Банфі (1774—85, архітектор І. Е. Блауман). Будівлі університету (кінець 19 ст.) і театру (кінець 19 ст.) у дусі еклектики. З кінця 1950-х рр. споруджено впорядковані житлові райони (Драгаліна, Георгіени тощо), студентське містечко, критий плавальний басейн (1968), агрономічний інститут (1968), готель «Напока» (1969) та інше.

## Економіка та транспорт
Великий промисловий і найважливіший культурний центр Трансильванії. Провідні галузі: машинобудування (виробництво устаткування для текстильної та харчової промисловості) і харчосмакова промисловість (м'ясна, олійництво, молочна, тютюнова та ін.). Заводи шкіряного взуття та абразивних матеріалів, підприємства швейної, трикотажної, меблевої, хімічної, фарфоро-фаянсової промисловості, виробництво будматеріалів.
В місті є міжнародний аеропорт.

## Культура
Клузький університет, 6 вишів, філіал АН Румунії, театри, музеї (історичний, етнографічний, художній); Ботанічний сад.

## Уродженці
- Агнеса Естергазі (1891—1956) — австрійська акторка німого кіно
- Александер Урія Боскович (1907—1964) — ізраїльський композитор
- Магда Франк (1914—2010) — аргентинська скульпторка.
- Флорін Пьєрсік (* 1936) — румунський актор
- Олімпіу Моруцан (* 1999) — румунський футболіст.